# وزارة حسين سري باشا الأولى
وزارة حسين سري باشا الأولى هي الوزارة الثالثة والخمسون في مصر، صدر المرسوم الملكي بتشكيلها في 15 نوفمبر 1940.:425:428

## أعضاء الحكومة
| الوزارة                                    | الوزير                      |
| ------------------------------------------ | --------------------------- |
| رئيس مجلس الوزراء ووزير الداخلية والخارجية | حسين سري باشا               |
| وزير المالية                               | حسن صادق بك                 |
| وزير العدل                                 | محمد حلمي عيسى              |
| وزير الأشغال العمومية                      | عبد القوي أحمد بك           |
| وزير الدفاع الوطني                         | يونس صالح باشا              |
| وزير الصحة العمومية                        | علي إبراهيم باشا            |
| وزير المعارف العمومية                      | محمد حسين هيكل باشا         |
| وزير الأوقاف                               | الشيخ مصطفى عبد الرازق بك   |
| وزير الزراعة                               | أحمد عبد الغفار بك          |
| وزير المواصلات والتموين                    | عبد المجيد إبراهيم صالح     |
| وزير التجارة والصناعة                      | صليب سامي باشا              |
| وزير الشئون الاجتماعية                     | محمد عبد الجليل أبو سمرة بك |

## تعديلات
- في 5 ديسمبر 1940 أسندت وزارة الدفاع الوطني إلى حسن صادق باشا.[2]:314:315 وأسندت وزارة المالية إلى عبد الحميد بدوي باشا.[2]:502
- في 26 يونيو 1941 تولى محمد عبد الجليل أبو سمرة باشا وزارة التموين واحتفظ عبد المجيد إبراهيم صالح بوزارة المواصلات فقط.[2]:277 وأسندت وزارة الشئون الاجتماعية إلى إبراهيم الدسوقي أباظة.[2]:433 وأسندت وزارة الخارجية إلى صليب سامي باشا.[2]:333